# Псилотоподібні
Псилотоподібні (Psilotopsida) — клас папоротеподібних рослин. Це тропічні і субтропічні рослини. Тіло не має листя і дихотомічно галузиться. Псилотоподібні- рослини невеликих розмірів, середня висота яких не перевищує 25-40 см. У життєвому циклі переважає спорофіт.

## Класифікація
Описано 92 сучасних види з шести родів у двох порядках:
- Порядок Вужачковидні (Ophioglossales)
  - Родина Вужачкові (Ophioglossaceae) — 80 видів.
- Порядок Psilotales
  - Родина Псилотові (Psilotaceae) — 12 видів.

Відносини між двома родинами була з'ясована лише в останні роки з допомогою молекулярно-біологічних методів у 2006 році, так як обидві родини спростили свої морфологічні структури.